# Anthosoma crassum
Anthosoma crassum is een eenoogkreeftjessoort uit de familie van de Dichelesthiidae. De wetenschappelijke naam van de soort is voor het eerst geldig gepubliceerd in 1794 door Abildgaard.